# 马西亚格
马西亚格（法語：Marsillargues，法語發音：[maʁsijaʁɡ]）是法国埃罗省的一个市镇，位于该省东部，属于蒙彼利埃区。

## 地理
马西亚格（43°39'52"N, 4°10'37"E）面积42.71 平方千米，位于法国奧克西塔尼大區埃罗省，该省份为法国南部沿海省份，南濒地中海，西南接奥德省，西北接塔恩省和阿韦龙省，东北与加尔省接壤。
与马西亚格接壤的市镇（或旧市镇、城区）包括：艾格莫尔特、艾马尔格、圣洛朗代古兹、朗萨格、吕内勒、莫吉奥、圣纳泽尔德佩藏。
马西亚格的时区为UTC+01:00、UTC+02:00（夏令时）。

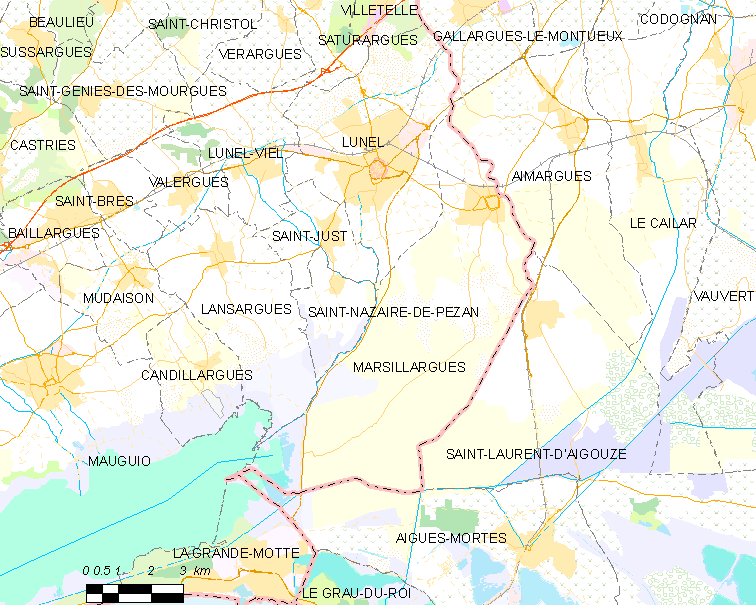
马西亚格的OSM定位图

## 行政
马西亚格的邮政编码为34590，INSEE市镇编码为34151。

## 政治
马西亚格所属的省级选区为吕内勒县。

## 交通
埃罗省省道D34线、D34E3线、D34E4线、D34E6线和加尔省省道D265线在市中心交汇。

## 人口

1962-2008年间马西亚格人口变化图示

马西亚格于2022年1月1日时的人口数量为6787人。